# Hot (single)
Hot is de eerste single van de Roemeense zangeres Inna. Inna was al bekend in haar thuisland Roemenië en op de rest van de Balkan, maar dankzij haar single Hot werd ze ook bekend in andere delen van Europa.
Hot werd een zomerhit in onder andere Spanje en Roemenië. Hot stond 18 weken in de Nederlandse Top 40; op 29 augustus 2009 kwam de single binnen op nummer 37, waarna deze steeg tot nummer 2.

## Hitnotering
| "Hot" in de Nederlandse Top 40 - binnen: 29-08-2009 | "Hot" in de Nederlandse Top 40 - binnen: 29-08-2009 | "Hot" in de Nederlandse Top 40 - binnen: 29-08-2009 | "Hot" in de Nederlandse Top 40 - binnen: 29-08-2009 | "Hot" in de Nederlandse Top 40 - binnen: 29-08-2009 | "Hot" in de Nederlandse Top 40 - binnen: 29-08-2009 | "Hot" in de Nederlandse Top 40 - binnen: 29-08-2009 | "Hot" in de Nederlandse Top 40 - binnen: 29-08-2009 | "Hot" in de Nederlandse Top 40 - binnen: 29-08-2009 | "Hot" in de Nederlandse Top 40 - binnen: 29-08-2009 | "Hot" in de Nederlandse Top 40 - binnen: 29-08-2009 | "Hot" in de Nederlandse Top 40 - binnen: 29-08-2009 | "Hot" in de Nederlandse Top 40 - binnen: 29-08-2009 | "Hot" in de Nederlandse Top 40 - binnen: 29-08-2009 | "Hot" in de Nederlandse Top 40 - binnen: 29-08-2009 | "Hot" in de Nederlandse Top 40 - binnen: 29-08-2009 | "Hot" in de Nederlandse Top 40 - binnen: 29-08-2009 | "Hot" in de Nederlandse Top 40 - binnen: 29-08-2009 | "Hot" in de Nederlandse Top 40 - binnen: 29-08-2009 | "Hot" in de Nederlandse Top 40 - binnen: 29-08-2009 |
| Week                                                | 1                                                   | 2                                                   | 3                                                   | 4                                                   | 5                                                   | 6                                                   | 7                                                   | 8                                                   | 9                                                   | 10                                                  | 11                                                  | 12                                                  | 13                                                  | 14                                                  | 15                                                  | 16                                                  | 17                                                  | 18                                                  |                                                     |
| --------------------------------------------------- | --------------------------------------------------- | --------------------------------------------------- | --------------------------------------------------- | --------------------------------------------------- | --------------------------------------------------- | --------------------------------------------------- | --------------------------------------------------- | --------------------------------------------------- | --------------------------------------------------- | --------------------------------------------------- | --------------------------------------------------- | --------------------------------------------------- | --------------------------------------------------- | --------------------------------------------------- | --------------------------------------------------- | --------------------------------------------------- | --------------------------------------------------- | --------------------------------------------------- | --------------------------------------------------- |
| Nummer                                              | 37                                                  | 23                                                  | 12                                                  | 7                                                   | 5                                                   | 5                                                   | 3                                                   | 3                                                   | 2                                                   | 3                                                   | 4                                                   | 6                                                   | 8                                                   | 11                                                  | 17                                                  | 25                                                  | 36                                                  | 40                                                  | uit                                                 |

| "Hot" in de Vlaamse Ultratop 50 - binnen: 19-09-2009 | "Hot" in de Vlaamse Ultratop 50 - binnen: 19-09-2009 | "Hot" in de Vlaamse Ultratop 50 - binnen: 19-09-2009 | "Hot" in de Vlaamse Ultratop 50 - binnen: 19-09-2009 | "Hot" in de Vlaamse Ultratop 50 - binnen: 19-09-2009 | "Hot" in de Vlaamse Ultratop 50 - binnen: 19-09-2009 | "Hot" in de Vlaamse Ultratop 50 - binnen: 19-09-2009 | "Hot" in de Vlaamse Ultratop 50 - binnen: 19-09-2009 | "Hot" in de Vlaamse Ultratop 50 - binnen: 19-09-2009 | "Hot" in de Vlaamse Ultratop 50 - binnen: 19-09-2009 | "Hot" in de Vlaamse Ultratop 50 - binnen: 19-09-2009 | "Hot" in de Vlaamse Ultratop 50 - binnen: 19-09-2009 | "Hot" in de Vlaamse Ultratop 50 - binnen: 19-09-2009 | "Hot" in de Vlaamse Ultratop 50 - binnen: 19-09-2009 | "Hot" in de Vlaamse Ultratop 50 - binnen: 19-09-2009 | "Hot" in de Vlaamse Ultratop 50 - binnen: 19-09-2009 | "Hot" in de Vlaamse Ultratop 50 - binnen: 19-09-2009 | "Hot" in de Vlaamse Ultratop 50 - binnen: 19-09-2009 | "Hot" in de Vlaamse Ultratop 50 - binnen: 19-09-2009 | "Hot" in de Vlaamse Ultratop 50 - binnen: 19-09-2009 | "Hot" in de Vlaamse Ultratop 50 - binnen: 19-09-2009 |
| Week                                                 | 1                                                    | 2                                                    | 3                                                    | 4                                                    | 5                                                    | 6                                                    | 7                                                    | 8                                                    | 9                                                    | 10                                                   | 11                                                   | 12                                                   | 13                                                   | 14                                                   | 15                                                   | 16                                                   | 17                                                   | 18                                                   | 19                                                   |                                                      |
| ---------------------------------------------------- | ---------------------------------------------------- | ---------------------------------------------------- | ---------------------------------------------------- | ---------------------------------------------------- | ---------------------------------------------------- | ---------------------------------------------------- | ---------------------------------------------------- | ---------------------------------------------------- | ---------------------------------------------------- | ---------------------------------------------------- | ---------------------------------------------------- | ---------------------------------------------------- | ---------------------------------------------------- | ---------------------------------------------------- | ---------------------------------------------------- | ---------------------------------------------------- | ---------------------------------------------------- | ---------------------------------------------------- | ---------------------------------------------------- | ---------------------------------------------------- |
| Nummer                                               | 50                                                   | 36                                                   | 19                                                   | 17                                                   | 11                                                   | 13                                                   | 11                                                   | 6                                                    | 10                                                   | 9                                                    | 14                                                   | 21                                                   | 26                                                   | 30                                                   | 26                                                   | 29                                                   | 31                                                   | 45                                                   | 49                                                   | uit                                                  |